# Партизанская бригада имени Ванды Василевской
Партизанская бригада имени Ванды Василевской (пол. Brygada AL im. Wandy Wasilewskiej) — польское партизанское соединение, созданное в феврале 1944 года на базе ранее действовавшего польского партизанского отряда. Бригада действовала на территории западных областей Украины и в восточных воеводствах оккупированной Польши.

## История

### Партизанский отряд
Польский партизанский отряд имени Ванды Василевской как отдельное подразделение был создан 22 июля 1943 года в составе Черниговско-Волынского партизанского соединения под командованием А. Ф. Фёдорова, действовавшего на территории Волынской области.
Командиром отряда стал ротмистр польской армии Станислав Шелест, комиссаром — Виктор Кременицкий.
В общей сложности за время деятельности на оккупированной советской территории польским отрядом было организовано крушение 61 эшелона, уничтожено 10 танков, 60 автомашин и 4 моста.
В январе 1944 года отряд начал действовать на территории Польши, в треугольнике Хелм — Парчев — Брест.

### Партизанская бригада
В феврале 1944 года на базе отряда была создана партизанская бригада имени Ванды Василевской, на день создания в ней насчитывалось 320 поляков и несколько советских военных специалистов (комиссар В. А. Кременицкий; начальник штаба Николай Капорцев; заместитель командира бригады по разведке Григорий Беда; инструктор по минно-подрывному делу Пётр Руденко и несколько политруков). Командирами двух отрядов бригады, рот и взводов являлись бывшие офицеры и унтер-офицеры польской армии из запасников.
Одним из партизан 1-го батальона бригады был католический ксендз Антонин Малышицкий.
«Специализацией» бригады являлась диверсионная деятельность на железнодорожных коммуникациях.
В течение марта 1944 года бригада организовала крушение 16 немецких железнодорожных эшелонов.
3 апреля 1944 года в СССР был создан Польский штаб партизанского движения, в распоряжение которого были переданы все польские партизанские формирования, организованные и действовавшие на оккупированной территории СССР — в том числе, партизанская бригада им. Ванды Василевской.
6 апреля 1944 года бригада вошла в состав Армии Людовой, получив новое наименование: «партизанская бригада Армии Людовой имени Ванды Василевской» (пол. Brygada Armii Ludowej im. Wandy Wasilewskiej).
В течение апреля 1944 года бригада организовала крушение 18 немецких железнодорожных эшелонов.
Во втором квартале 1944 года бригада покинула место дислокации в Домачевских лесах, переправилась через Буг и прибыла в Яновские леса. В первой половине июня 1944 года бригада совместно с другими польскими и советскими партизанскими отрядами принимала участие в боях в Яновских лесах (в том числе, в бою на Порытом взгорье).
В конце июня 1944 года в боях в Сольской пуще был тяжело ранен командир бригады капитан Станислав Шелест. Его сменил на этом посту комиссар Виктор Кременицкий. Новым замполитом с 13 июля стал капитан Юзеф Краковский. 22 июня в бою над рекой Танев погиб начальник штаба бригады Николай Капорцев. Новым начальником штаба стал Сергей Апанасевич.
В конце июля 1944 года польская партизанская бригада имени Ванды Василевской и советский партизанский отряд имени С. М. Будённого участвовали в боях за освобождение города Янов, который был освобождён 25 июля 1944 года.
26 июля 1944 года оказавшаяся за линией фронта в расположении советских войск бригада была расформирована, личный состав бригады вошёл в состав подразделений 2-й армии Войска Польского.
За весь период деятельности бригады её партизаны организовали крушение 61 немецкого железнодорожного эшелона.